# Maseltrangen
Maseltrangen (toponimo tedesco) è una frazione di 400 abitanti circa del comune svizzero di Schänis, nel Canton San Gallo (distretto di See-Gaster).

## Geografia fisica
Maseltrangen si trova nella parte settentrionale del territorio di Schänis.

## Monumenti e luoghi d'interesse
- Chiesa parrocchiale cattolica di San Giovanni Nepomuceno, eretta nel 1789[2].

## Infrastrutture e trasporti
Maseltrangen è attraversato dalla strada principale 17.